# Gohrischheide und Elbniederterrasse Zeithain
Die Gohrischheide und Elbniederterrasse Zeithain bilden ein Naturschutzgebiet (NSG) im Landkreis Meißen in Sachsen. Das 2.846,99 Hektar große Gebiet mit der NSG-Nr. D 95 befindet sich etwa fünf Kilometer nördlich der sächsischen Gemeinde Zeithain. Flächenmäßig gehört das Naturschutzgebiet zur Gemeinde Zeithain, der Gemeinde Wülknitz und zu Nauwalde, einem Ortsteil der Stadt Gröditz. Nördlich, auf brandenburgischem Gebiet, schließt das NSG Gohrische Heide an.
Das Naturschutzgebiet wurde durch eine Verordnung des Landratsamtes Meißen vom 11. Januar 2011 (SächsGVBl. S. 45) festgesetzt. Das Forstrevier gehört zum Staatsbetrieb Sachsenforst, NSG-Verwaltung Königsbrücker Heide/Gohrischheide.

## Name
Die Gohrischheide ist benannt nach dem 1895 im Zuge der Einrichtung des Truppenübungsplatzes Zeithain verlassenen Vorwerk Gohrisch, das erstmals 1474 als Gorisch erwähnt worden war. Der Name leitet sich vermutlich ab vom altsorbischen *goriti für „brennen“.

## Beschreibung

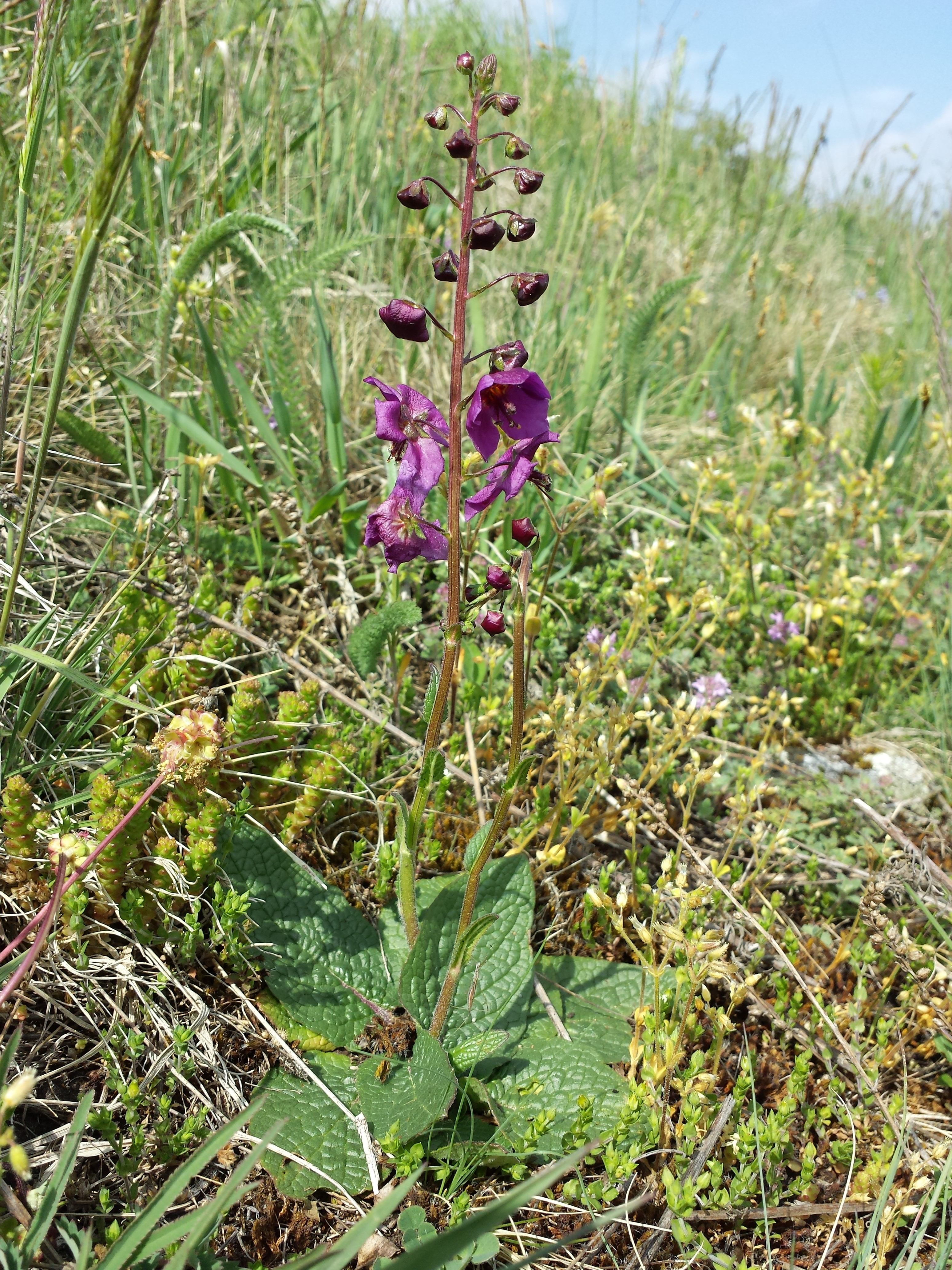
Purpur-Königskerze (Verbascum phoeniceum)

Im Naturschutzgebiet ist eine 454,4 Hektar große Sonderschutzzone ausgewiesen, die für Sukzession und Entwicklung vorgesehen ist. Das Gebiet ist Bestandteil des FFH-Gebietes Nr. 4545-304 „Gohrischheide und Elbniederterrasse Zeithain“ und des Europäischen Vogelschutzgebietes Nr. 4545-451 „Gohrischheide“. Im Gebiet sind die Lebensräume von gemeinschaftlicher Bedeutung gemäß Anhang I der FFH-Richtlinie „Binnendünen mit offenen Grasflächen“ und „Trockene Heiden“ anzutreffen. Des Weiteren gibt es Restvorkommen der Purpur-Königskerze (lateinisch Verbascum phoeniceum), die als Bestandteil des trockenwarmen Halboffenlandes in ihrem Fortbestand zu sichern ist.
Im Jahr 2014 wurden in einigen ausgewählten Randbereichen des Naturschutzgebiets markierte Besucherpfade angelegt, ein sechs Meter hoher hölzerner Aussichtsturm (⊙) errichtet und dadurch eine eingeschränkte touristische Erschließung geschaffen.

## Waldbrände

### Waldbrand 2022
In der Gohrischheide sowie umliegenden Gemeinden kam es Ende Juni 2022 zu einem großen Flächenbrand, der sich auf mindestens 900 Hektar Heide-, Wald- und Ackerflächen ausbreitete. Ausgelöst wurde das Feuer mutmaßlich durch Brandstiftung an mindestens drei Stellen. Betroffen waren neben Flächen in Sachsen auch ca. 350 Hektar im angrenzenden Brandenburg, wohin sich der Brand infolge der Windbedingungen ausbreitete. Aufgrund des Brandes wurde Kosilenzien zeitweise evakuiert. Nach zwei Tagen konnte der Brand unter starkem Einsatz von Feuerwehrkräften sowie Löschhubschraubern und unter Mithilfe von leichten Niederschlägen eingedämmt werden. Zu dem Zeitpunkt existierten weiter eine Vielzahl von Glutnestern und in einem unzugänglichen Teil der Heide offenes Feuer, sodass eine erneute Ausbreitung zu dem Zeitpunkt nicht ausgeschlossen werden konnte. Erschwert wurde die Brandbekämpfung durch die teils mit Munition belasteten Böden. Eine Sprecherin der Feuerwehr erklärte, ein vergleichbar großer Brand sei in der Gegend zuvor nicht aufgetreten. Für die Brandbekämpfung kamen unter anderem Bergepanzer der Bundeswehr sowie eine „gepanzerte Waldrückemaschine“ zum Einsatz. Der monetäre Schaden belief sich nach ersten Schätzungen auf mindestens 13,5 Millionen Euro. Laut Staatsbetrieb Sachsenforst ist es der größte Waldbrand in Sachsen seit 30 Jahren. Damals brannten bei Weißwasser 1600 Hektar Wald.

### Waldbrand 2023
Auch im Jahr 2023 kam es zu einem Waldbrand im südöstlichen Teil der Gohrischheide. Mit einer Fläche von 150 Hektar war die betroffene Fläche jedoch deutlich geringer als im Jahr zuvor. Die Feuerwehren aus den Landkreisen Meißen, Mittelsachsen, Sächsische Schweiz-Osterzgebirge und Elbe-Elster waren abermals mehrere Tage im Einsatz.

### Waldbrand 2025

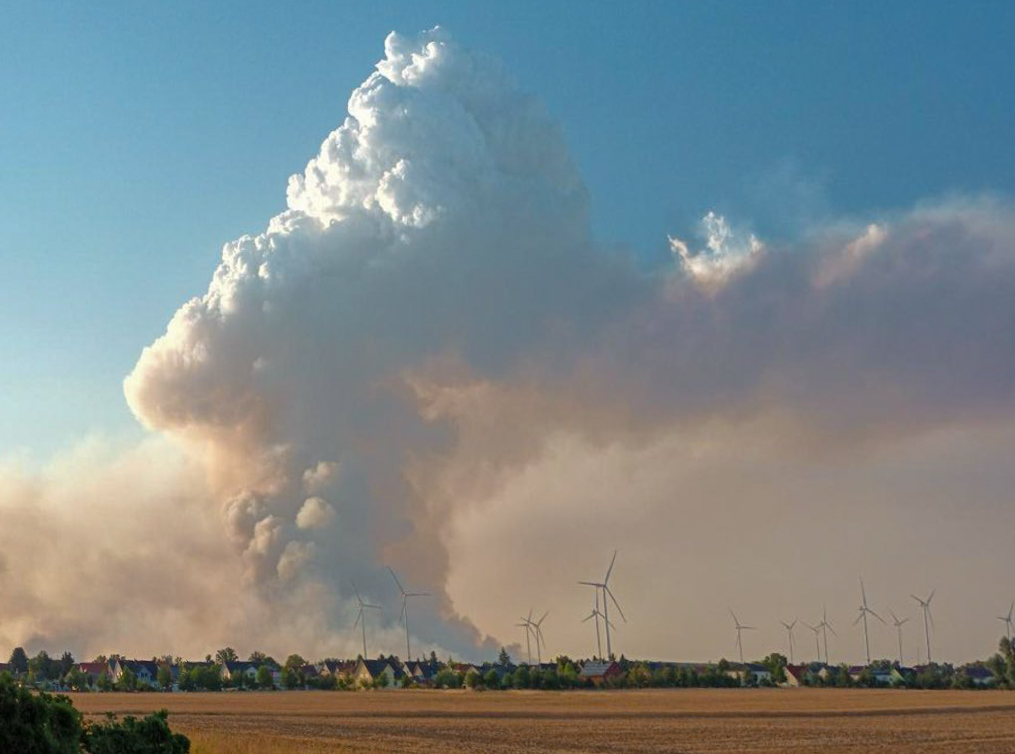
Der Waldbrand in der Gohrischheide am 3. Juli 2025 von Glaubitz aus

Am 1. Juli 2025 kam es während einer Dürre- und Hitzeperiode in Europa zu einem erneuten Waldbrand im munitionsbelasteten Bereich der Gohrischheide. 2.400 Hektar, d. h. mehr als drei Viertel der Gohrischheide, brannten nieder. Die Forstverwaltung stufte das Feuer als größten Waldbrand seit Jahrzehnten in Sachsen ein. Nach Angaben des zuständigen Revierförsters wird die Gohrischheide erst nach 30 bis 35 Jahren, d. h. in den Jahren 2055 bis 2060, soweit entwickelt sein, wie das vor dem Brand der Fall war. Zugleich würde das Ökosystem ein anderes werden als es vorher war.
Waren anfangs lediglich ca. 50 Hektar betroffen, übersprang das Feuer am 2. Juli die Kreisregnerstrecken und breitete sich in der Folge auf ca. 200 Hektar aus. Wegen des Brandes und der erhöhten Gefahr wurde der Wülknitzer Ortsteil Heidehäuser evakuiert, später auch der Ortsteil Lichtensee. In der Nacht zum 3. Juli vergrößerte sich das betroffene Gebiet durch den aufkommenden Wind auf über 600 Hektar. Waren zwischendurch auch Gebiete in Brandenburg durch die Flammen erreicht, sorgte der sich drehende Wind für eine Verlagerung der Brandherde. Der Ortsteil Neudorf der Gemeinde Zeithain musste ebenfalls am 3. Juli evakuiert werden. Am Vormittag war der Rauch u. a. in der Landeshauptstadt Dresden sowie in weiten Teilen des Landkreises Bautzen zu bemerken. Im Einsatz sind Feuerwehren aus dem gesamten Freistaat Sachsen, zudem verschiedene Einheiten des Technischen Hilfswerks und des Katastrophenschutzes sowie Wasserwerfer der Polizei.
Am Abend des 5. Juli waren mehr als 700 Einsatzkräfte vor Ort; laut Staatsbetrieb Sachsenforst waren 1300 Hektar vom Waldbrand betroffen. Erwartet wurde, dass die Löscharbeiten mehrere Tage oder Wochen andauern werden. Am 6. Juli um die Mittagszeit war das Feuer auf eine Größe von 2100 Hektar angewachsen. Damit waren etwa drei Viertel der insgesamt rund 2800 Hektar großen Gohrischheide betroffen. Das Feuer war damit der größte Waldbrand in Sachsen seit mehr als 30 Jahren. Am 8. Juli war das Feuer nach Regenfällen unter Kontrolle, nur noch Glutnester mussten gelöscht werden.
Am 14. Juli gab die Feuerwehr nach Regenfällen, die das Feuer löschten, Entwarnung. Zu dem Zeitpunkt waren 2.400 Hektar abgebrannt, noch ca. 50 Einsatzkräfte befanden sich vor Ort, um verbliebene Glutnester, glimmende Wurzeln usw. zu löschen.
Nach dem Einsatz wurde Kritik an der Organisation des Einsatzes durch den Krisenstab geübt, unter anderem an der Versorgung mit Verpflegung und Treibstoff, die nur schlecht funktioniert habe. Ebenfalls wurde Kritik am Freistaat Sachsen laut, der trotz des voranschreitenden Klimawandels das im Haushalt vorgesehene Budget für Einsatzkräfte deutlich reduzieren will, von 40 Mio. Euro im Jahr 2024 über 28 Millionen im Jahr 2025 auf 21 Millionen Euro 2026.